# 알반 언덕
알반 언덕(이탈리아어: Colli Albani)는 이탈리아에 위치한 20km 길이 화산 지대의 칼데라 잔해이다. 언덕 가장자리를 따라 알바노 호수와 네미 호수 등 보조 칼데라가 있으며, 건축에 유용하고 인근 포도밭에 미네랄이 풍부한 기질을 제공하는 응회암의 일종인 페페리노로 이루어져 있다.

## 개요
호숫가 주변의 언덕들은 선사 시대부터 인기가 많은 지역이었다. 기원전 9세기부터 7세기까지 알반 힐스에는 알바 룽가와 투스쿨룸 등 수많은 마을이 존재했다. 기원전 5세기부터 3세기까지는 라티니족이 거주했다.
고대 로마인들은 이 지역을 몬테 카보 알바 누스 몬스(Mont Cavo Albanus Mons)라 불렀다. 정상에는 유피테르 라티아리스의 성소가 있었는데, 그곳에서 영사들은 페리아에 라티나이를 축하했고, 여러 장군들은 로마에서 정기적으로 개선식을 치르지 못할 때 이곳에서 승리를 축하하였다.

## 사진

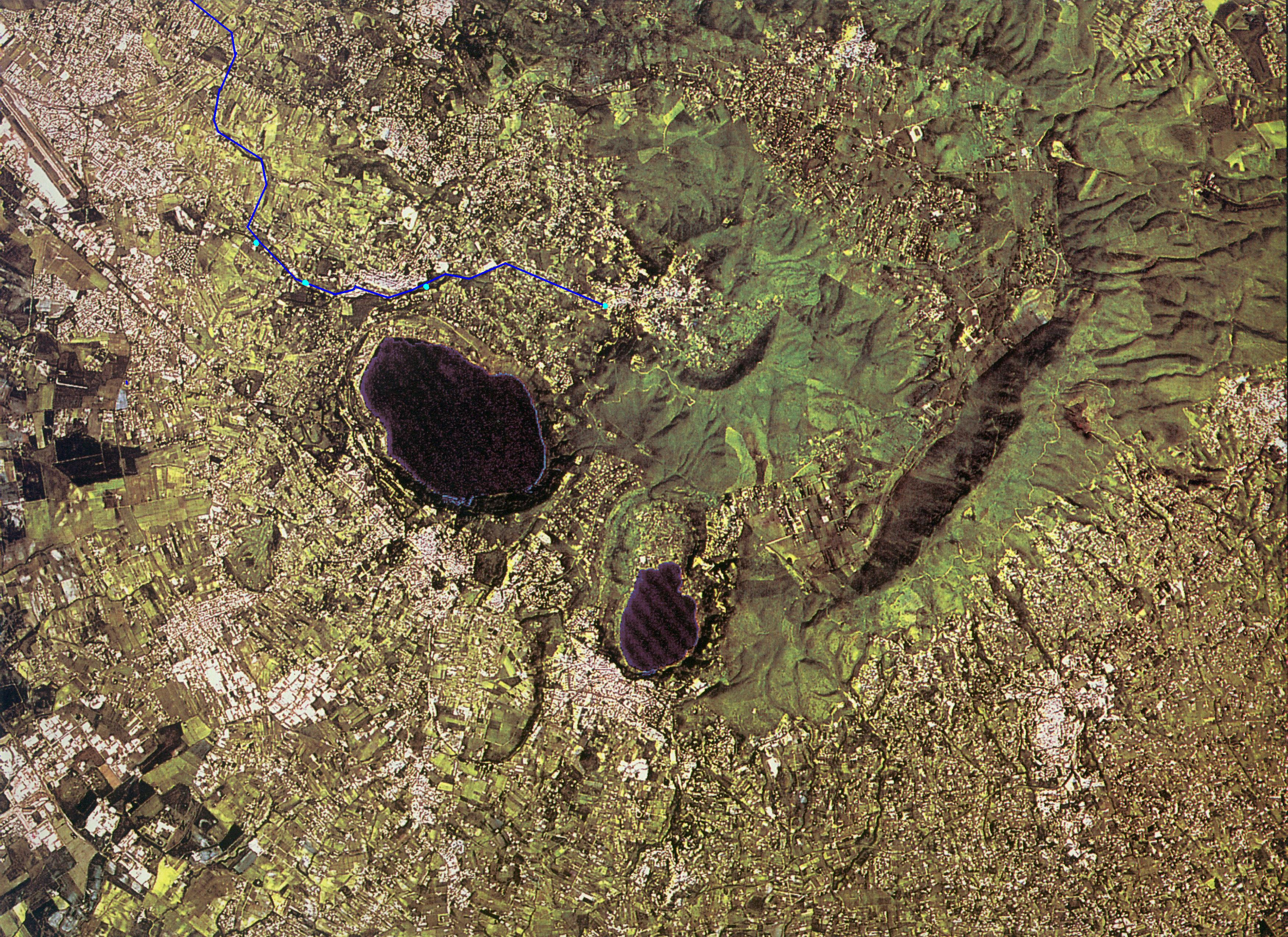
주요 칼데라와 가장자리 주변의 여러 보조 칼데라 (공중사진)
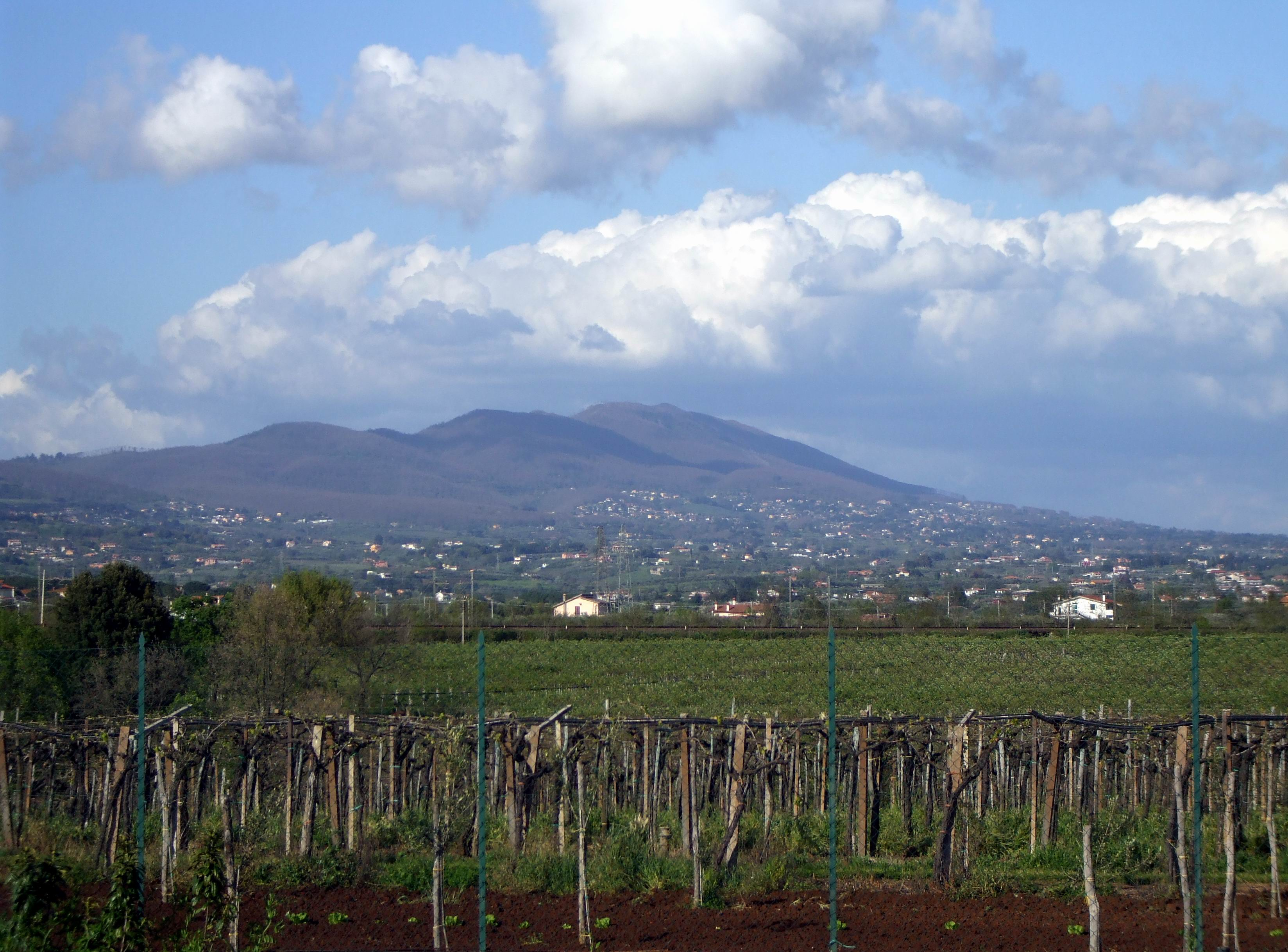
몬테 아르테미시오
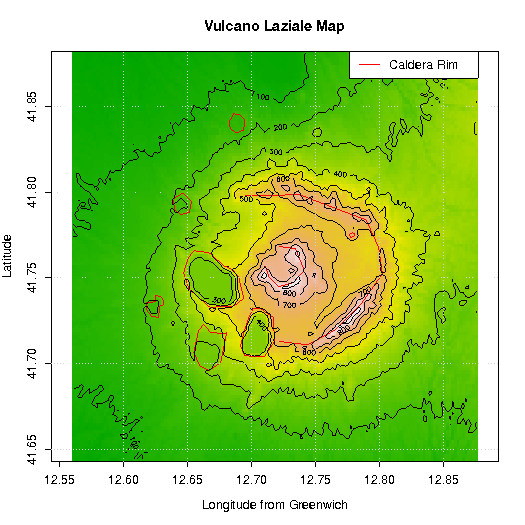
지형도